# Гидрометрия
Гидроме́трия (др.-греч. ὕδωρ — вода и μετρέω — измеряю) — раздел гидрологии суши, занимающийся измерением элементов гидрологического режима, способами и приборами этих измерений, а также методами обработки полученных результатов, их сбора, хранения и публикации.
Гидрометрией также называется совокупность методов определения величин, характеризующих движение и состояние жидкости и режим водных объектов.
К задачам гидрометрии относятся измерения: уровней, глубин, рельефа дна и свободной поверхности потока; напоров и давлений; скоростей и направлений течения жидкости; пульсаций скоростей и давлений; элементов волн; гидравлических уклонов; мутности потока (концентрации наносов); расходов воды, наносов и гидросмеси; элементов, характеризующих термический и ледовый режим потоков и др.